# Eberhard von Gemmingen († um 1532)
Eberhard von Gemmingen († um 1532) war Grundherr in Gemmingen und Burgmann in Oppenheim, Alzey und Lautern.

## Leben
Er entstammte der Gemminger Familienlinie der Velscher und war ein Sohn von Philipp von Gemmingen, genannt Schellig († 1520) und der Anna von Helmstatt († 1519). 1504 stand er im Landshuter Erbfolgekrieg auf pfälzischer Seite. Er teilte 1520 mit seinen Brüdern das väterliche Erbe, wobei ihm das Schloss sowie weitere Güter und Gefälle am Stammsitz der Familie in Gemmingen sowie die Burglehen in Oppenheim, Alzey und Lautern zufielen. 1521 stellte er gegen Kaiser Karl V. als damaligen Inhaber des Herzogtums Württemberg den Revers auf Zuteilung der Lehen, wie sie sein Vater gehabt hatte. Seinen Bruder Wilhelm († 1523) bevollmächtigte er zum Empfang der Lehen. Das Todesjahr wird um 1532 vermutet, da in jenem Jahr der weitere Bruder Hans († 1552) für sich und Wilhelms Sohn Philipp (genannt der Grünewald) Eberhards gehabte Lehen in Anspruch nahm.